# Dimca
Dimca (albanska: Dimca, (serbiska: Dimce,) är en by i Kosovo. Den ligger i kommunen Hani i Elezit. Enligt den senaste folkräkningen år 2011 fanns det 249invånare.

## Demografi
| Demografi | 2011 |
| --------- | ---- |
| albaner   | 249  |